# Clemens Lipper

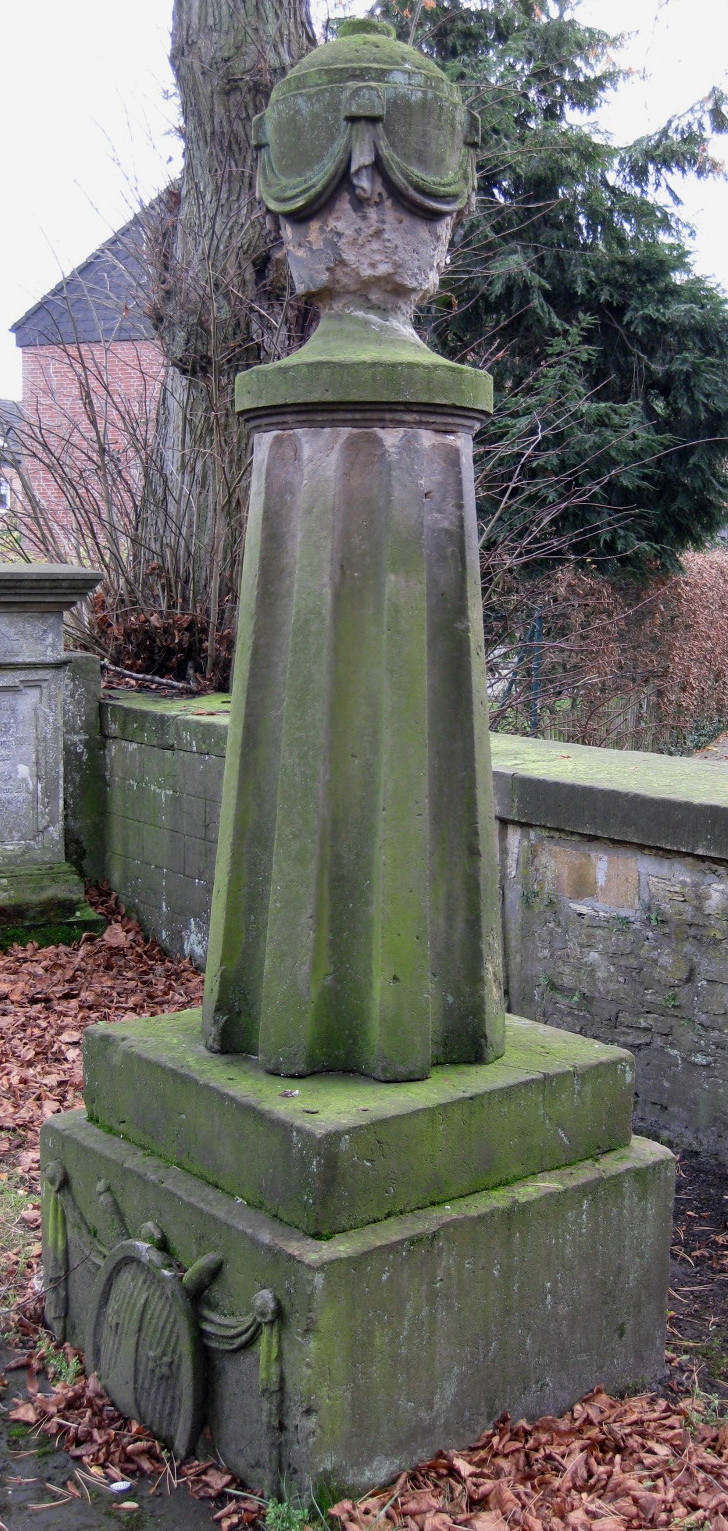
Grabsäule für Clemens Lipper auf dem Johannisfriedhof in Osnabrück

Clemens Lipper (* 4. September 1742 in Münster; † 25. Mai 1813 in 
Osnabrück) war ein deutscher römisch-katholischer Geistlicher und Architekt des Klassizismus.
Er schuf eine Anzahl von Bauwerken in Osnabrück und anderen Orten Niedersachsens aus der zweiten Hälfte des 18. Jahrhunderts und den ersten beiden Jahrzehnten des 19. Jahrhunderts.

## Leben
Clemens Lipper war der jüngere Bruder des Architekten Wilhelm Ferdinand Lipper (1733–1800), der in Münster als Nachfolger von  
Johann Conrad Schlaun den Bau des Fürstbischöflichen Schlosses vollendete. Clemens Lipper war der Sohn von Johann Bernhard Lipper, Rentmeister des Amtes Meppen, und seiner Frau Hermine Pictorius. Lippers Großvater Gottfried Laurenz Pictorius war ebenfalls ein bedeutender Architekt. Von ihm stammt das Wasserschloss Nordkirchen. 
Clemens Lipper erhielt wie sein Bruder eine theologische Ausbildung. In Rom besuchte er von 1761 bis 1768 das Collegium Germanicum. 1768 wurde er Kanoniker des Kollegiatstifts St. Johann in Osnabrück, wo er sich 1791 eine Stiftskurie erbaute, die nicht mehr besteht. Sein Wappen, das sich am Gebäude befand, ist im Kulturhistorischen Museum in Osnabrück erhalten.
Als Architekt war Lipper Autodidakt. In Haselünne errichtete er für seine Eltern den Burgmannshof, einen eingeschossigen Bau mit Mansarddach und elf Achsen. Der Bau wurde beim Stadtbrand von Haselünne im Jahr 1849 zerstört. Überliefert ist sein Entwurf von der Gartenseite des Hofs.
Für den Bau der Bischöflichen Kanzlei in Osnabrück fertigte er einen Entwurf an, der jedoch nicht umgesetzt wurde. Die Kanzlei wurde schließlich von dem aus Hannover stammenden Landbaumeister Franz Schaedler (1733–1796) erbaut. Lipper vermittelte den Kontakt zu dem Bildhauer Johann Schedele und dem Steinhauermeister Brouchard, die an dem Bau beteiligt waren und beide aus Münster kamen. Von Lipper selbst stammt ein Entwurf für den Altar der Kanzlei, den der Bildhauer und Maler Goswin Conrad Meyer umsetzte. 
Als Gutachter war er im Osnabrücker Dom St. Peter tätig. Er begutachtete Modelle der Courtain-Orgel und für das Heilige Grab des Doms.
Zu den als Architekten tätigen Nachfahren der Familie Pictorius / Lipper gehört auch August Reinking (1776–1819), der die Arenbergische Rentei (das heutige Stadtmuseum) in Meppen baute.
Beigesetzt wurde Lipper auf dem Johannisfriedhof in Osnabrück.